# جکس کریک (تنسی)
جکس کریک (به انگلیسی: Jacks Creek) یک منطقهٔ مسکونی در ایالات متحده آمریکا است که در تنسی واقع شده‌است. جکس کریک ۱۴۱ متر بالاتر از سطح دریا قرار دارد.